# Бікмен (Нью-Йорк)
Бікмен (англ. Beekman) — місто (англ. town) в США, в окрузі Дачесс штату Нью-Йорк. Населення — 14 172 особи (2020).

## Демографія
Згідно з переписом 2010 року, у місті мешкала 14 621 особа в 4251 домогосподарстві у складі 3373 родин. Було 4797 помешкань
Расовий склад населення:
| - 81,1 % — білих - 11,8 % — чорних або афроамериканців - 2,7 % — азіатів - 0,2 % — корінних американців - 2,6 % — осіб інших рас |

До двох чи більше рас належало 1,6 %. Частка іспаномовних становила 9,1 % від усіх жителів.
За віковим діапазоном населення розподілялося таким чином: 23,8 % — особи молодші 18 років, 67,5 % — особи у віці 18—64 років, 8,7 % — особи у віці 65 років та старші. Медіана віку мешканця становила 40,3 року. На 100 осіб жіночої статі у місті припадало 131,0 чоловіків;  на 100 жінок у віці від 18 років та старших — 141,6 чоловіків також старших 18 років.
Середній дохід на одне домашнє господарство  становив 112 689 доларів США (медіана — 96 042), а середній дохід на одну сім'ю — 125 914 долари (медіана — 111 082). Медіана доходів становила 67 066 доларів для чоловіків та 59 653 долари для жінок. За межею бідності перебувало 5,9 % осіб, у тому числі 6,3 % дітей у віці до 18 років та 8,3 % осіб у віці 65 років та старших.
Цивільне працевлаштоване населення становило 6441 особа. Основні галузі зайнятості: освіта, охорона здоров'я та соціальна допомога — 28,2 %, роздрібна торгівля — 11,9 %, науковці, спеціалісти, менеджери — 9,3 %, будівництво — 8,5 %.